# Économie de la Franche-Comté
L'économie de la Franche-Comté traite de la situation économique conjoncturelle et structurelle de la Franche-Comté de nos jours.

## Données sectorielles

### Secteur primaire

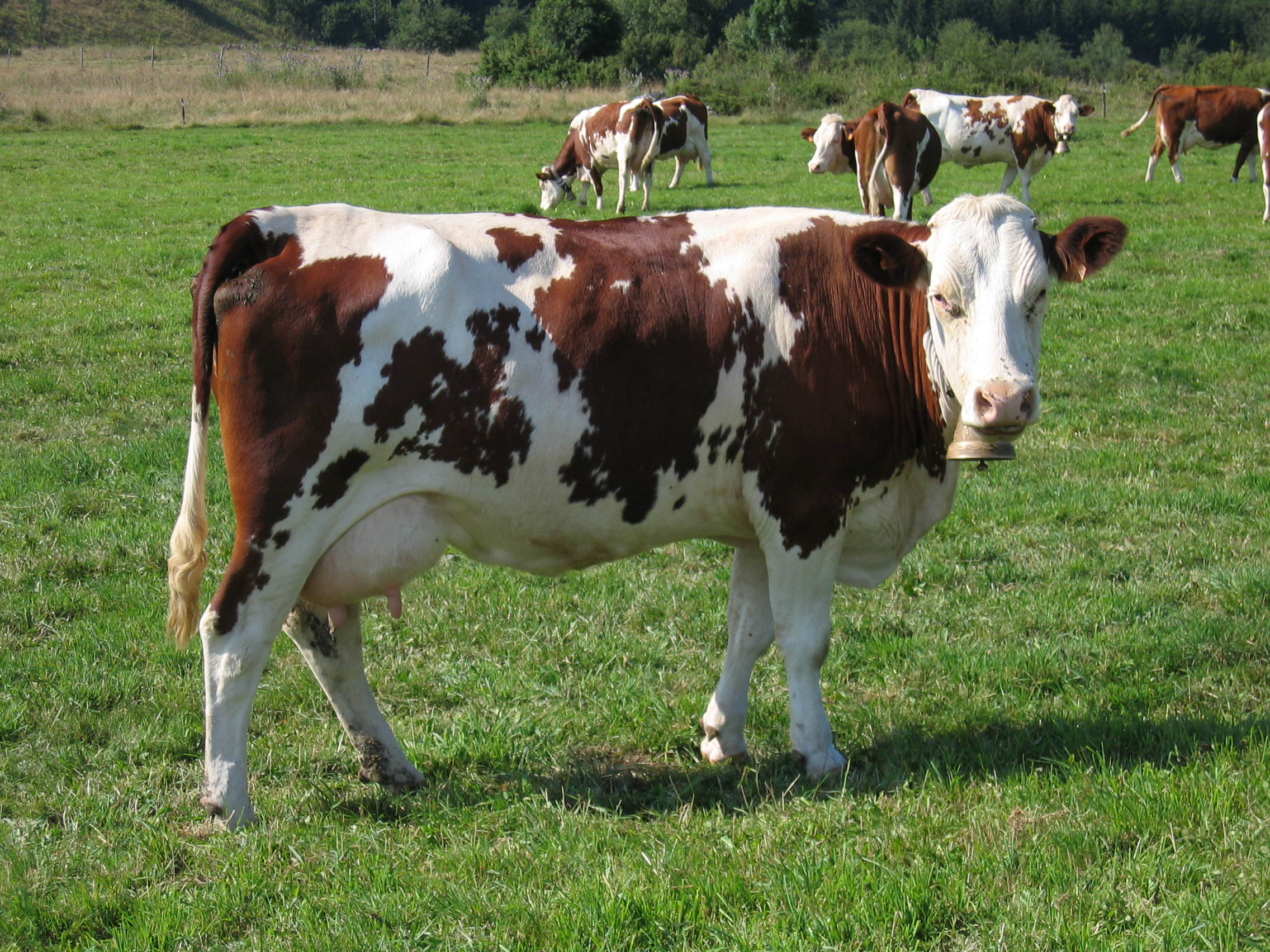
Montbéliarde.

La production agricole s’appuie sur l’élevage bovin (Montbéliarde) et la production de fromages (le comté, le mont d'Or, le morbier, le bleu de Gex, la cancoillotte). Parmi ces fromages, quatre sont des AOC.  
La culture de fourrage, de céréales et d’oléagineux est significative. 
La région possède également des  vignobles qui produisent des vins d’exception. La Franche-Comté est la seule région viticole du monde à produire cinq sortes de vins bien distinctes: les rouges, les blancs, les rosés, les jaunes et les vins de paille.
Enfin, la forêt comtoise qui recouvre 42 % du territoire génère de nombreux emplois.

### Secteur secondaire

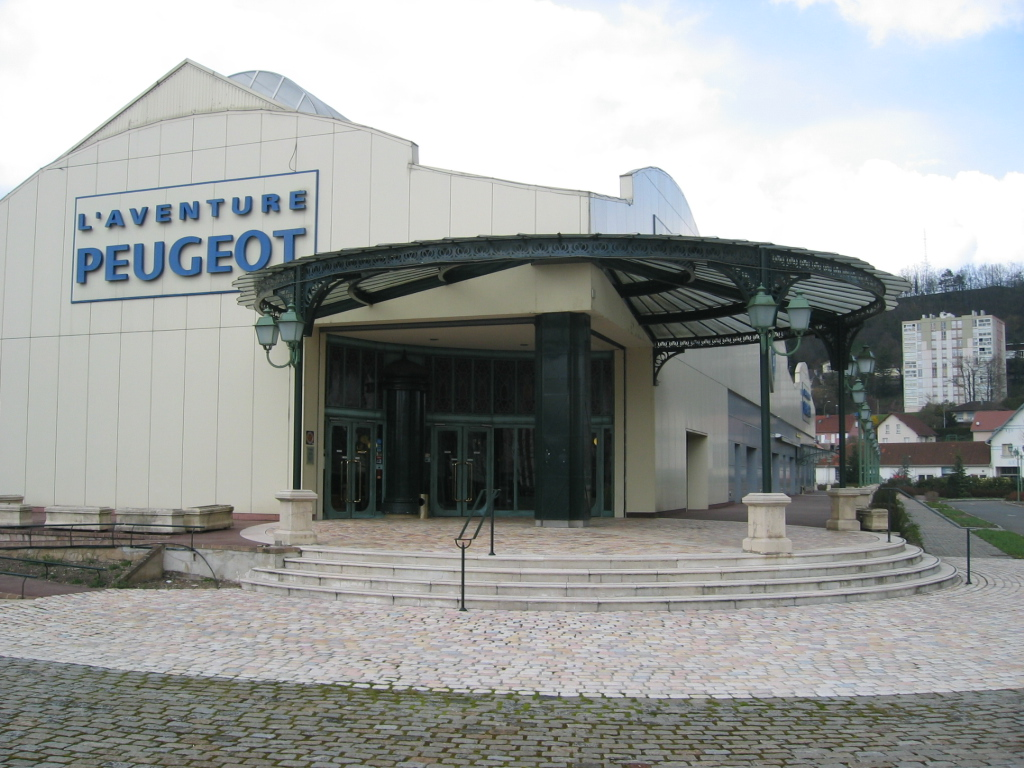
Musée de l'aventure Peugeot à Sochaux.

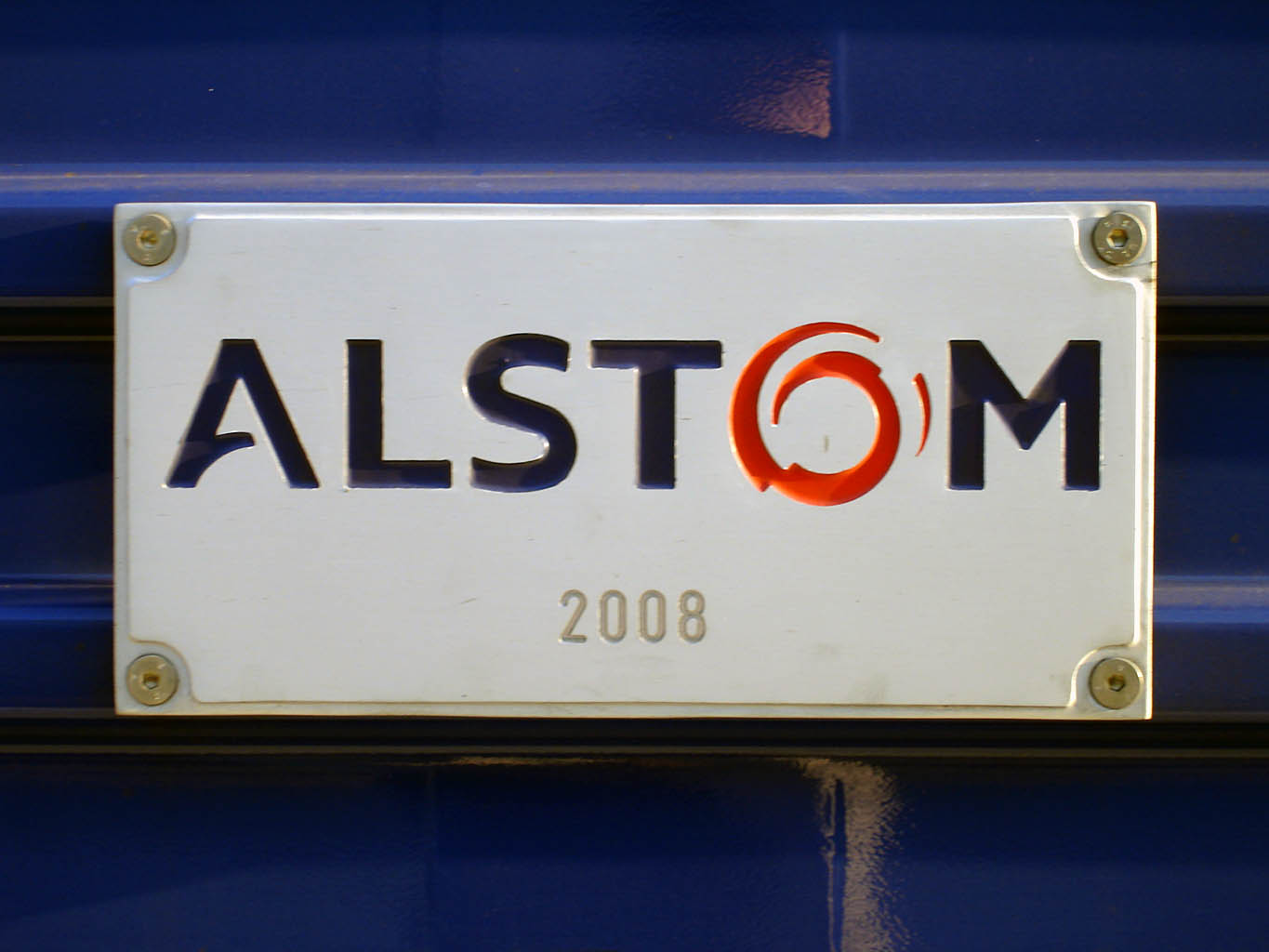
Logo de l'entreprise Alstom sur une locomotive BB 27300.

La Franche-Comté est, proportionnellement à sa population, la première région industrielle de France, 6 emplois sur 10 sont dans le territoire et le taux de chômage s'élevait à 8,5 %. Le PIB par habitant en 2002 y était de 21 897 €. Elle est également la plus exportatrice de France. En 2003, le PIB franc-comtois s'élevait à 25,6 milliards d'€ soit 1,6 % du PIB français. Le PIB de la région croît à un rythme moyen de 2 % par an, ce qui classe la Franche-Comté parmi les régions les plus dynamiques de France. Ce dynamisme est notamment dû à un domaine industriel conséquent.
Le pôle urbain Montbéliard-Belfort est le centre économique de la région, essentiellement voué à l'automobile et au TGV. Le site industriel Peugeot - Citroën Sochaux est le premier de France avec 13 841 salariés en septembre 2006. Il produit actuellement la Peugeot 308, Peugeot 3008, Peugeot 5008, Citroën C4 et la Citroën DS4. Il est aussi le premier employeur de la région. L'automobile se voit être le fleuron de l'industrie, Peugeot et ses autres filiales y représentent jusqu'à 10 % de la production de France. 
À Belfort se situent les usines Alstom et General Electric, spécialisées dans la production ferroviaire, notamment pour les TGV, ainsi que dans les générateurs et turbines industriels. Le groupe Alstom Energie France fut repris par General Electric France en 2015.
La ville de Besançon est un véritable centre pour les secteurs de la mécanique. Elle est un pôle d'excellence historique des microtechniques, du temps fréquence et du génie biomédical, ainsi que le premier centre européen du découpage de haute précision. En juin 2005, la ville s'est vu décerner un label de pôle de compétitivité national dans le domaine des microtechniques.
La région possède aussi un potentiel dans le secteur de la recherche. On trouve à Besançon l'École nationale supérieure de mécanique et des microtechniques (ENSMM) ou encore l'université de Franche-Comté (UFC). Belfort et Montbéliard bénéficient quant à elles de la présence de l'UFC et de l'Université de technologie de Belfort Montbéliard (UTBM).
La lunetterie traditionnelle de Morez est représentée par Lamy, Charles Bourgeois, Dalloz et Crestin-Billet.
L'artisanat est développé: sculpteur, layetier, sanglier, tavaillonneur, tourneur sur bois, émailleur, tailleur de pierres fines, pipier, horloger artisanal, brasseur artisanal, apiculteur, distillateur artisanal, etc.
Celle de l'industrie des jeux et jouets par Smoby et Vilac.
L'horlogerie renaît grâce à Leroy, Cheval Frères, Yonger & Bresson, Pequigney et Michel Herbelin. À noter aussi la marque Utinam, fondée en 1993 par Philippe Lebru, promouvant une horlogerie moderne, aux designs audacieux se démarquant de l'horlogerie traditionnelle. Profondément bisontine, notamment de par son nom qui est aussi la devise de la ville, Utinam a une présence forte dans la capitale comtoise, entre sa boutique dans le centre ville et ses deux horloges massives dans la gare TGV et sur la façade du musée des beaux-arts.
Le groupe chimique belge Solvay possède à Tavaux, à côté de Dole, son plus grand site, couvrant près de 300 hectares.
Le groupe Bel, fabricant de produits laitiers tels que La vache qui rit, Mini Babybel, Kiri, Leerdammer, Boursin, est originaire du Jura et possède des usines à Dole et Lons-le-Saunier.
La région produit aussi des alcools et spiritueux: absinthe, anis de Pontarlier, kirsch de Fougerolles, gentiane, liqueurs de bourgeons de sapin et de myrtille, marc du Jura.
| Région                     | PIB* (2015 ) | Part dans le PIB national (en %) | Taux de croissance annuel moyen du PIB en volume (en %, entre 1993 et 2011 ) | Rang selon la croissance en volume |
| -------------------------- | ------------ | -------------------------------- | ---------------------------------------------------------------------------- | ---------------------------------- |
| Alsace                     | 56 871       | 2,6                              | 1,15                                                                         | 13                                 |
| Basse-Normandie            | 38 705       | 1,8                              | 1,1                                                                          | 14                                 |
| Franche-Comté              | 29 398       | 1,4                              | 1,05                                                                         | 16                                 |
| Île-de-France              | 668 823      | 31,1                             | 2,1                                                                          | 4                                  |
| Rhône-Alpes                | 213 333      | 9,9                              | 1,9                                                                          | 7                                  |
| Provence-Alpes-Côte d'Azur | 154 879      | 7,2                              | 1,7                                                                          | 9                                  |
| Picardie                   | 48 324       | 2,2                              | 0,7                                                                          | 22                                 |
| Languedoc-Roussillon       | 68 363       | 3,2                              | 2,15                                                                         | 3                                  |
| Corse                      | 8 868        | 0,4                              | 2,6                                                                          | 1                                  |
| Poitou-Charentes           | 48 120       | 2,2                              | 1,6                                                                          | 10                                 |
| Haute-Normandie            | 53 035       | 2,5                              | 1,1                                                                          | 15                                 |
| Limousin                   | 18 432       | 0,9                              | 0,8                                                                          | 20                                 |
| Lorraine                   | 58 005       | 2,7                              | 0,7                                                                          | 21                                 |
| Aquitaine                  | 97 346       | 4,5                              | 2                                                                            | 6                                  |
| Auvergne                   | 36 786       | 1,7                              | 1,2                                                                          | 12                                 |
| Centre-Val de Loire        | 70 355       | 3,3                              | 0,95                                                                         | 18                                 |
| Bourgogne                  | 44 544       | 2,1                              | 1                                                                            | 17                                 |
| Champagne-Ardenne          | 37 294       | 1,7                              | 0,9                                                                          | 19                                 |
| Midi-Pyrénées              | 90 752       | 4,2                              | 2                                                                            | 5                                  |
| Bretagne                   | 91 910       | 4,3                              | 1,9                                                                          | 8                                  |
| Nord-Pas-de-Calais         | 108 597      | 5,1                              | 1,45                                                                         | 11                                 |
| France métropolitaine      | 2 152 508    | 100                              | 1,47                                                                         | /                                  |

* en millions d'€

### Secteur tertiaire

#### Tourisme

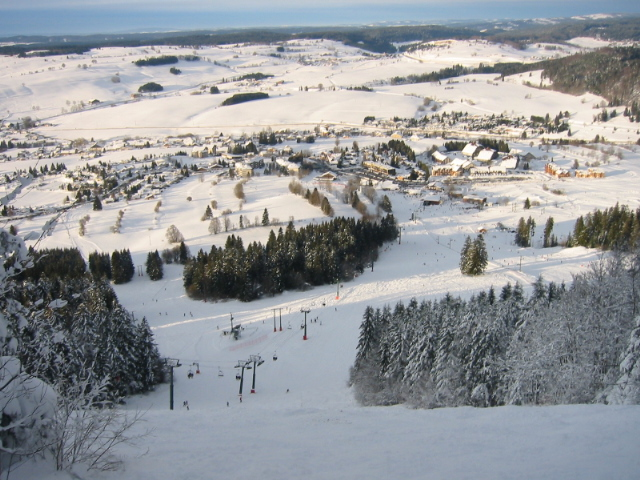
La station de Métabief.

Durant la saison hivernale, les séjours se concentrent dans les massifs montagneux (stations des Rousses , de Métabief , de La Planche des Belles Filles et du Ballon d'Alsace ,principalement). La place du ski alpin est assez réduite, en revanche, le ski de fond  et la randonnée en raquettes à neige sont pratiqués en de nombreux endroits (dans le Doubs, aux Fourgs, à Mouthe, à La Chapelle-des-Bois, à Morteau et à Maîche; dans le Jura, à Nozeroy, à Foncine-le-Haut, à Grandvaux, à Longchaumois, à Morbier, à Bellefontaine et aux Hautes-Combes).
L’été, la Franche-Comté offre aux amateurs de randonnées, de cyclisme sur route (notamment grâce au ballon d'Alsace) et de VTT de nombreuses activités. On pratique également la pêche au bord des rivières et des lacs de la région, ainsi que le tourisme fluvial dans la vallée de la Saône. L’hôtellerie de plein air concentre près de 40 % de ses nuitées dans le pays des Lacs avec la présence de campings de taille relativement importante. Tous hébergements confondus, près des 2/3 de la consommation touristique est faite d'avril à septembre.
Les principaux lieux touristiques sont:
- dans le Doubs, la citadelle, le palais Granvelle, la Maison Victor-Hugo, le musée du Temps, le musée de la Résistance et de la Déportation et le musée des Beaux-Arts et d'Archéologie de Besançon, la Saline royale d'Arc-et-Senans, le musée de l'Aventure Peugeot de Sochaux, le parc scientifique du Près-la-Rose de Montbéliard, le musée de la Montre de Villers-le-Lac, le musée Gustave-Courbet d'Ornans, l'église abbatiale de l'ancienne abbaye de Montbenoît, les châteaux de Joux, de Belvoir, des ducs de Wurtemberg à Montbéliard et de Moncley, le musée de plein air des Maisons comtoises de Nancray, le cirque de Consolation, la grotte d'Osselle, les belvédères du Moine et de Renédale,  le Parc Dino-Zoo du Doubs et le Saut du Doubs,
-dans le Jura, la Grande Saline et le musée du Sel de Salins-les-Bains, la collégiale Notre-Dame de Dole, le musée de l'Abbaye de Saint-Claude, le musée de France du Jouet de Moirans-en-Montagne, les cascades du Hérisson, le cirque, les grottes et l'abbaye impériale de Baume-les-Messieurs,
-dans la Haute-Saône, la colline de Notre-Dame-du-Haut de Ronchamp, les châteaux d'Oricourt et de Gy, l'église Saint-Hilaire de Pesmes, le musée Baron-Martin de Gray, les musées départementaux Albert et Félicie Demard, et des Arts et Techniques de Champlitte, l'écomusée du Pays de la cerise de Petit-Fahys.
-dans le Territoire de Belfort, la citadelle, le Lion et le musée d'Art moderne de Belfort.
-Le Ballon d'Alsace.
La région bénéficie de très nombreuses routes historiques et touristiques:
-Route des Lacs,
-Route des Mille Etangs,
-Route historique des Monts et Merveilles de Franche-Comté,
-Route Pasteur,
-Chemin de Saint-Jacques-de-Compostelle,
-Via Francigena,
-Route des Vins du Jura,
-Route du Comté,
-Route de l'Absinthe,
-Route des Brasseurs de Franche-Comté- La Brassicomtoise
-Terra Salina,
-Route des Savoir-faire du Haut-Jura,
-Route de la Mesure du Temps,
-Circuit Schickardt,
-Route des Cités de Caractère de Bourgogne-Franche-Comté,
-Route des Abolitions de l'esclavage,
-Pays de Courbet, pays d'artiste.
La Franche-Comté accueille environ 1,6 % des séjours français, aussi bien pour les séjours courts que les longs. 
Malgré la position frontalière de la région, entre 1 et 2 % seulement des touristes séjournant en France viennent en Franche-Comté. 
| Sites de Franche-Comté enregistrant plus de 100 000 entrées | Entrées | Rang national |
| ----------------------------------------------------------- | ------- | ------------- |
| Citadelle de Besançon                                       | 280 000 | 82            |
| Saline royale d'Arc-et-Senans                               | 150 000 | 150           |
| Musée Peugeot de Sochaux                                    | 110 000 | 218           |

| Chambres hôtelières | Doubs | Jura  | Haute-Saône | Territoire de Belfort | Franche-Comté |
| ------------------- | ----- | ----- | ----------- | --------------------- | ------------- |
| Sans étoile         | 718   | 202   | 82          | 126                   | 1 128         |
| 1 étoile            | 163   | 137   | 126         | 18                    | 444           |
| 2 étoiles           | 2 093 | 1 534 | 627         | 396                   | 4 650         |
| 3 étoiles           | 632   | 233   | 91          | 273                   | 1 229         |
| 4 étoiles           | 0     | 28    | 41          | 0                     | 69            |
| Total               | 3 606 | 2 134 | 967         | 813                   | 7 520         |

| 1 578                                                           | France                | 447 |
| 134                                                             | Allemagne             | 147 |
| 44                                                              | Royaume-Uni / Irlande | 477 |
| 51                                                              | Suisse                | 35  |
| 50                                                              | Belgique / Luxembourg | 32  |
| 35                                                              | Pays-Bas              | 478 |
| 30                                                              | Italie / Grèce        | 3   |
| 15                                                              | Espagne / Portugal    | 2   |
| Source: INSEE 2002; Comité régional du tourisme; Unité: millier |                       |     |

## Salaires
Une étude de l'Insee portant sur l'année 2003 fait le point sur les salaires des Francs-Comtois du secteur privé et semi-public. La Franche Comté se situait en 2003 au dixième rang des 22 régions métropolitaines avec un salaire horaire moyen de 10,3 €. L'écart entre les différentes catégories socioprofessionnelles va de 1 pour les ouvriers non qualifiés à 2,9 pour les cadres.
En effet, un ouvrier non qualifié gagne en moyenne 7,7 € net de l'heure, alors qu'un cadre touchera en moyenne 20,2 €
Toujours en 2003 le salaire annuel médian est de :
- 14 276 € dans la Haute-Saône ;
- 14 898 € dans le Jura ;
- 15 585 € dans le Doubs ;
- 15 735 € dans le Territoire de Belfort.

## Transports

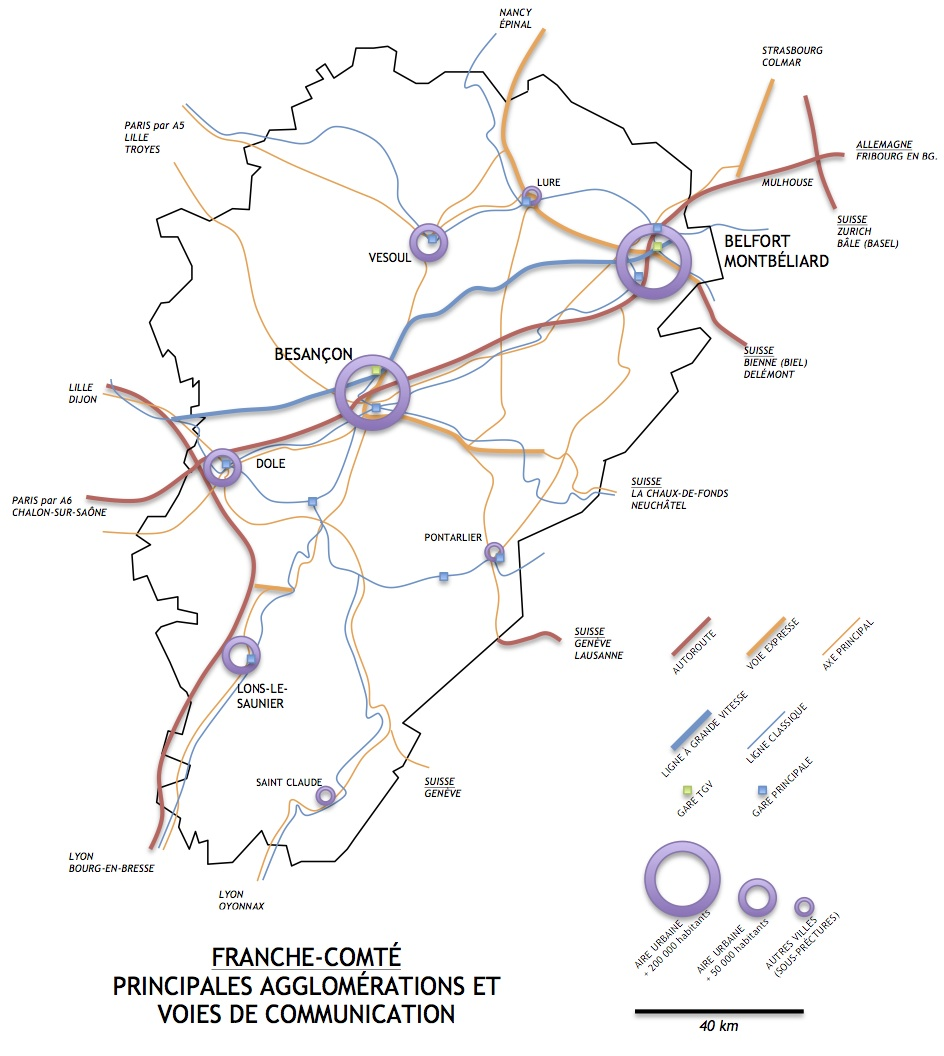
Axes de communication francs-comtois.

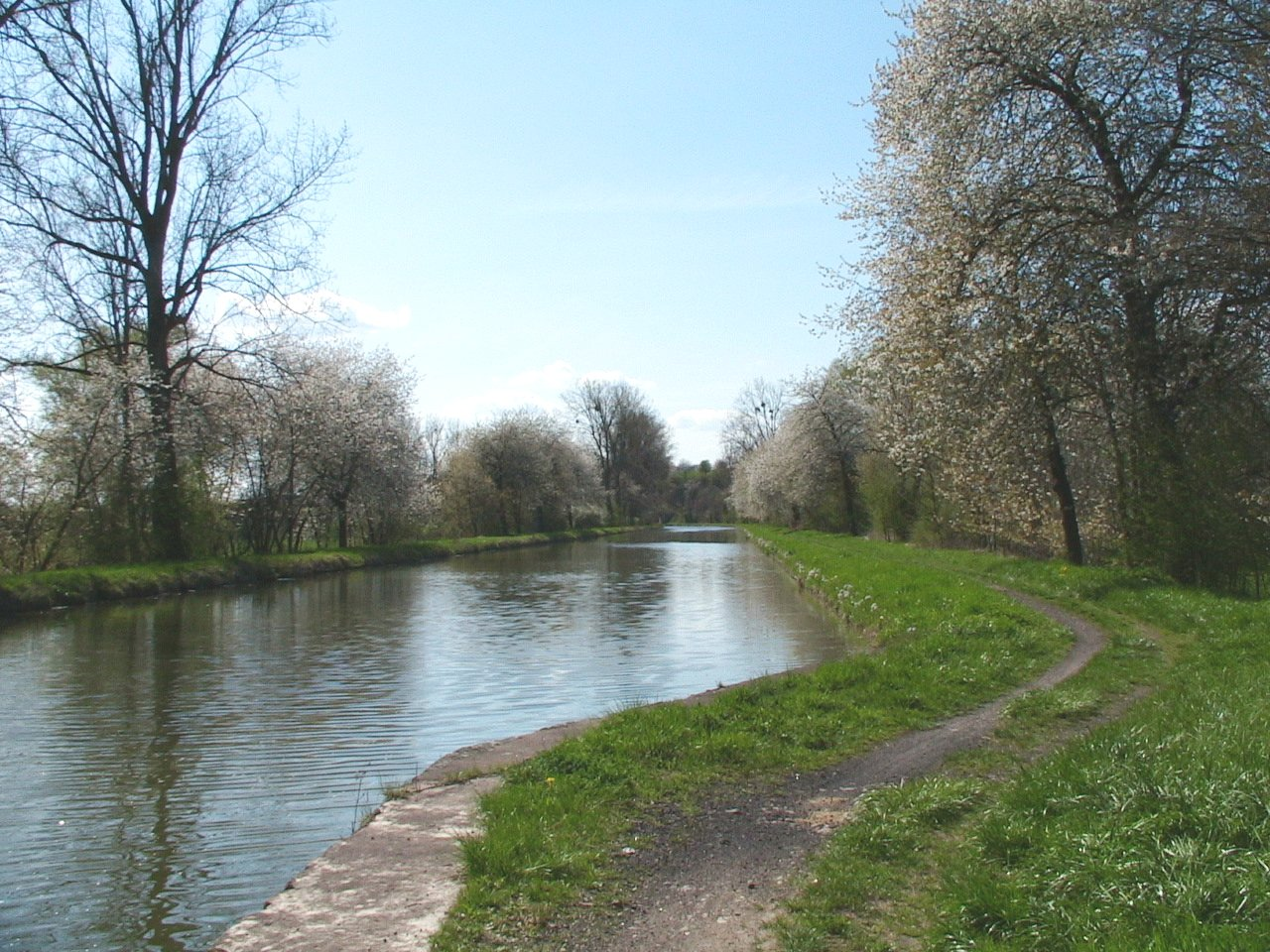
Canal du Rhône au Rhin.

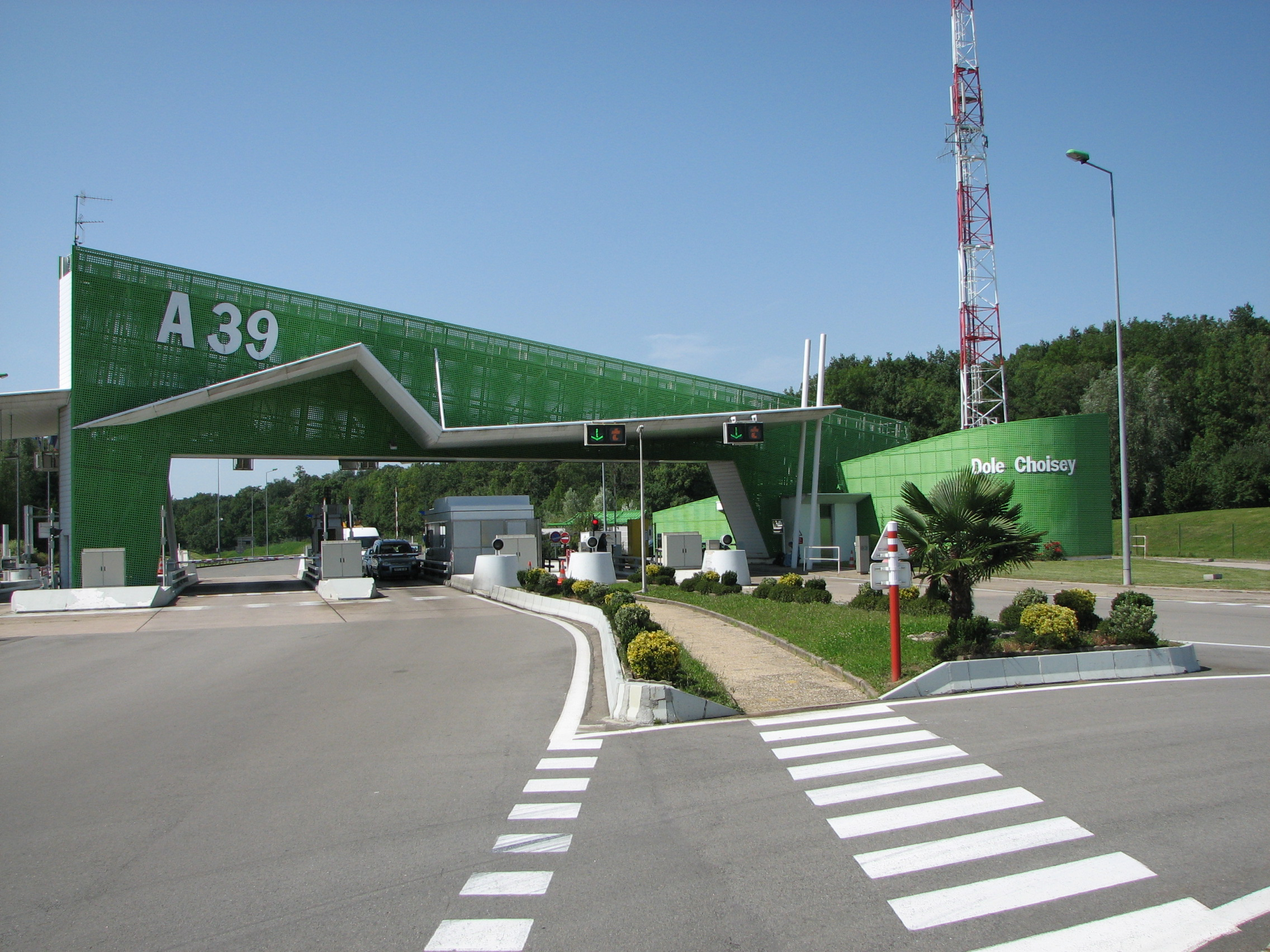
A39.

### Réseau routier
Le réseau routier comtois est assez développé, l'A36 (la Comtoise) est sur l'axe reliant l'Allemagne et l'Alsace avec Lyon et plus loin Marseille. Cette autoroute dessert Belfort, Montbéliard, Besançon et Dole, les villes les plus importantes de la région. L'A39 relie Dijon à Bourg-en-Bresse via Lons-le-Saunier.

### Réseau ferroviaire
Le réseau ferré est également structuré suivant un axe comparable (ligne Mulhouse - Dijon ou Strasbourg - Lyon), voir TER Bourgogne-Franche-Comté. Le reste du territoire bénéficie d'une offre de transport en commun plus faible ou parfois inexistante.
Quelques gares de la région :
- Gare de Belfort
- Gare de Belfort - Montbéliard TGV
- Gare de Besançon Franche-Comté TGV
- Gare de Besançon-Viotte
- Gare de Dole-Ville
- Gare de Lons-le-Saunier
- Gare de Lure
- Gare de Montbéliard
- Gare de Vesoul

### Réseau fluvial
Le réseau fluvial est lui aussi orienté sur un axe comparable (du nord-est à l'ouest de la région) avec le canal Rhin-Rhône.

### Réseau aérien
La Franche-Comté est desservie par un aéroport et par plusieurs aérodromes :
- Aéroport de Dole-Jura : principal aéroport de la région, il est ouvert au trafic national et international commercial régulier et aux avions privés. De plus, le fret postal constitue une part importante de l'activité de l'aéroport avec 1 487 tonnes de courrier transportées en 2007.

- Aérodrome de Belfort Chaux.
- Aérodrome de Besançon - La Vèze.
- Aérodrome de Besançon-Thise.
- Base aérienne (militaire) de Luxeuil - Saint-Sauveur.
- Aérodrome de Montbéliard - Courcelles.

Le nord de la Franche-Comté est également desservi par l'aéroport international de Bâle-Mulhouse-Fribourg, situé à environ 65 km de Belfort, le sud de la région est desservi par l'aéroport international de Genève à environ 50 km de Morez et l'aéroport de Lyon-Saint-Exupéry.

### Chiffres clés
Infrastructures franc-comtoises: Quelques points clés.
| Superficie - km²         | 16 202 |
| Routes départementales   | 10 749 |
| Autoroutes               | 214    |
| Routes nationales        | 799    |
| Total route              | 11 622 |
| Voies navigables         | 181    |
| Voies ferrées exploitées | 770    |

| Type                           | Échanges terrestre internationaux en valeur | Échanges terrestre internationaux en tonnage |
| ------------------------------ | ------------------------------------------- | -------------------------------------------- |
| Bois                           | 0 %                                         | 7 %                                          |
| Produits agricoles             | 1 %                                         | 4 %                                          |
| Denrées alimentaires           | 4 %                                         | 8 %                                          |
| Minerais & déchets métallurgie | 0 %                                         | 1 %                                          |
| Produits pétroliers            | 0 %                                         | 1 %                                          |
| Charbon                        | 0 %                                         | 1 %                                          |
| Produits métallurgiques        | 5 %                                         | 15 %                                         |
| Engrais                        | 0 %                                         | 2 %                                          |
| Matériaux de construction      | 1 %                                         | 20 %                                         |
| Produits chimiques             | 8 %                                         | 18 %                                         |
| Divers objets manufacturés     | 81 %*                                       | 23 %**                                       |

* Dont industrie automobile 43 %
** Dont industrie automobile 8 %